# Фрас, Милан
Милан Фрас (словен. Milan Fras) — словенский индастриал и пост-панк музыкант, фронтмен словенской группы Laibach.

## Биография
Обучался в университете города Трбовле на факультете политологии, где и познакомился со своими будущими коллегами по творчеству. Был основателем музыкального проекта «Красные районы», а впоследствии начал своё выступление в группе Laibach. Первоначально выступал как бэк-вокалист, но после гибели Томаша Хостника стал основным вокалистом

## Интересные факты
- Отличительный атрибут Фраса — чёрный клобук и военная форма.
- Фрас также является профессиональным художником[2].
- На обложке Let It Be — альбома Laibach 1988 года — изображён вверху справа.
- Милан при исполнении большинства композиций использует гроулинг, что делает его манеру исполнения песен уникальной[уточнить].